# Erwin Kehlhoffner
Erwin Kehlhoffner (Estrasburgo, 6 de diciembre de 1983) es un deportista francés que compitió en bádminton. Ganó una medalla de bronce en el Campeonato Europeo de Bádminton de 2008, en la prueba de dobles.

## Palmarés internacional
| Campeonato Europeo | Campeonato Europeo  | Campeonato Europeo | Campeonato Europeo |
| Año                | Lugar               | Medalla            | Prueba             |
| ------------------ | ------------------- | ------------------ | ------------------ |
| 2008               | Herning (Dinamarca) | Medalla de bronce  | Dobles             |